# بئرفضل

تعديل مصدري - تعديل

بئرفضل هي إحدى قرى عزلة أحور بمديرية أحور التابعة لمحافظة أبين، بلغ تعداد سكانها 130 نسمة حسب تعداد اليمن لعام 2004.